# Robert Newhard
Robert Sinclair Newhard, né le 28 avril 1884 à Allentown (Pennsylvanie), mort le 20 mai 1945 à Los Angeles (Californie), est un directeur de la photographie américain.
Membre fondateur de l'ASC, il est généralement crédité Robert Newhard, parfois Robert S. Newhard.

## Biographie
Le premier film de Robert Newhard comme chef opérateur (aux côtés de son collègue Joseph H. August) est le western Le Serment de Rio Jim de Reginald Barker, avec William S. Hart, sorti en 1914.
Jusqu'en 1927, il contribue à trente-huit autres films muets américains (dont encore dix westerns). Deux de ses plus connus sont Civilisation de Reginald Barker, Thomas H. Ince et Raymond B. West (1916, avec Kate Bruce et Claire Du Brey) et Notre-Dame de Paris de Wallace Worsley (1923, avec Lon Chaney et Patsy Ruth Miller).
Son unique film parlant est Party Girl de Victor Halperin (avec Douglas Fairbanks Jr. et Marie Prevost), sorti en 1930, après lequel il se retire.
En 1919, il est l'un des quinze membres fondateurs de l'American Society of Cinematographers (ASC).

## Filmographie partielle
- 1914 : Rio Jim, le fléau du désert (Two-Gun Hicks) de William S. Hart
- 1914 : Le Serment de Rio Jim (The Bargain) de Reginald Barker
- 1915 : Un lâche (The Coward) de Reginald Barker et Thomas H. Ince
- 1915 : On the Night Stage de Reginald Barker
- 1916 : Where Love Leads de Frank Griffin
- 1916 : Civilisation (Civilization) de Reginald Barker, Thomas H. Ince et Raymond B. West
- 1917 : The Crab (en) de Walter Edwards
- 1917 : Happiness de Reginald Barker
- 1917 : Golden Rule Kate de Reginald Barker
- 1918 : Fuss and Feathers de Fred Niblo
- 1918 : Social Ambition de Wallace Worsley
- 1918 : With Hoops of Steel
- 1918 : Carmen of the Klondike de Reginald Barker
- 1918 : His Birthright de William Worthington
- 1919 : Happy Though Married de Fred Niblo
- 1918 : When Do We Eat? de Fred Niblo
- 1919 : Diane of the Green Van de Wallace Worsley
- 1919 : A Man's Country d'Henry Kolker
- 1920 : The Street Called Straight de Wallace Worsley
- 1920 : Everybody's Sweetheart d'Alan Crosland et Laurence Trimble
- 1922 : Le Crime de Mme Lévy (Hungry Hearts) de E. Mason Hopper
- 1923 : Notre-Dame de Paris (The Hunchback of Notre Dame) de Wallace Worsley
- 1924 : Trail of the North Wind de Nell Shipman et Bert Van Tuyle
- 1926 : The Sporting Lover d'Alan Hale
- 1927 : Rubber Tires d'Alan Hale
- 1930 : Party Girl de Victor Halperin

## Galerie photos

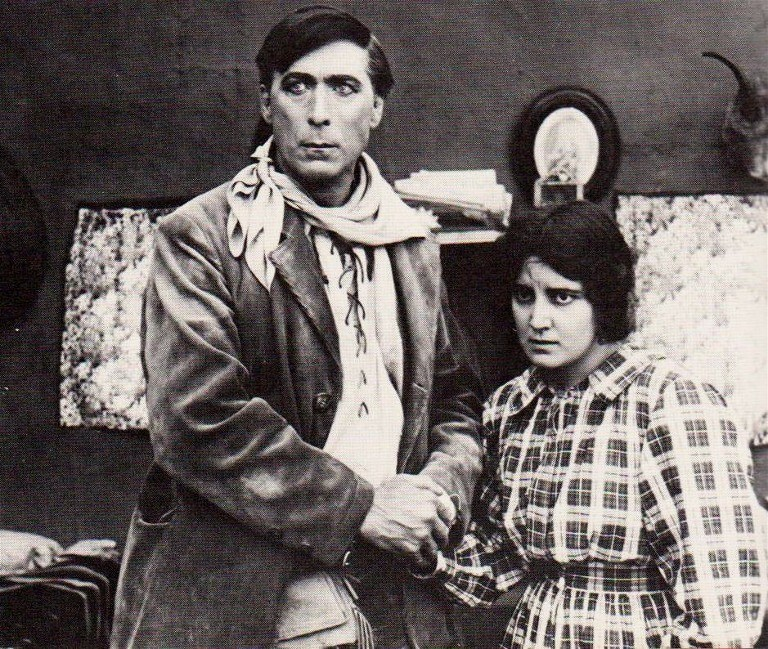
Le Serment de Rio Jim (1914) : William S. Hart et Clara Williams
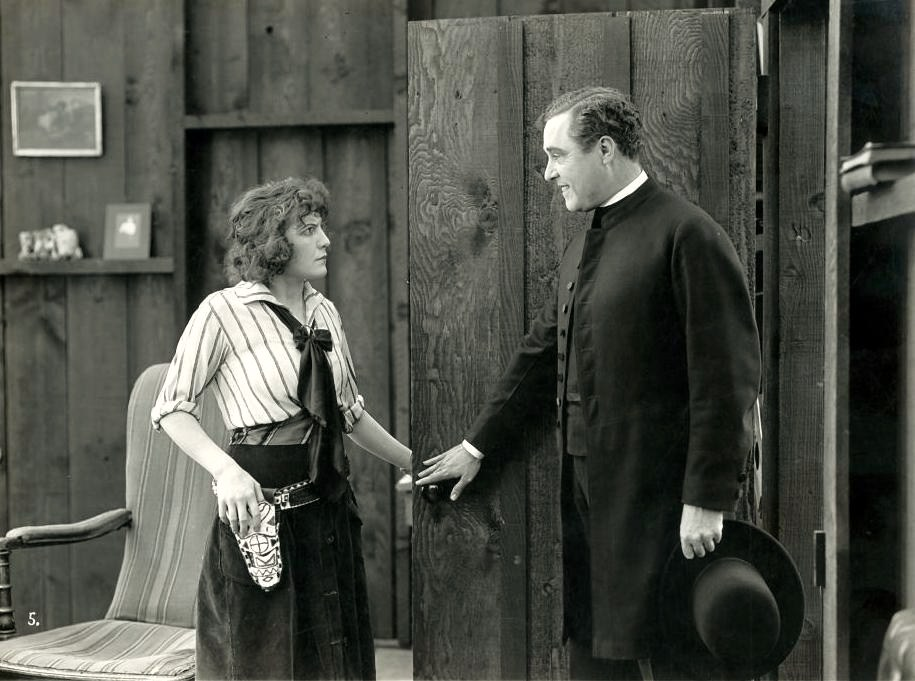
Golden Rule Kate (1917) : Louise Glaum et William Conklin
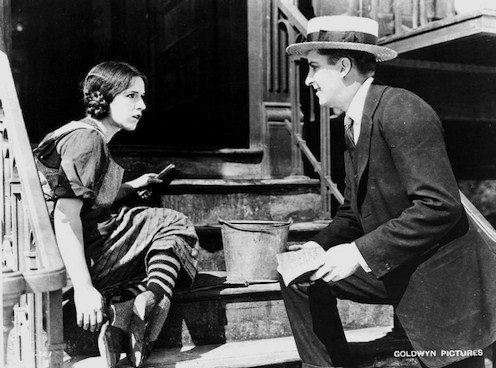
Hungry Hearts (1922) : Helen Ferguson et Bryant Washburn
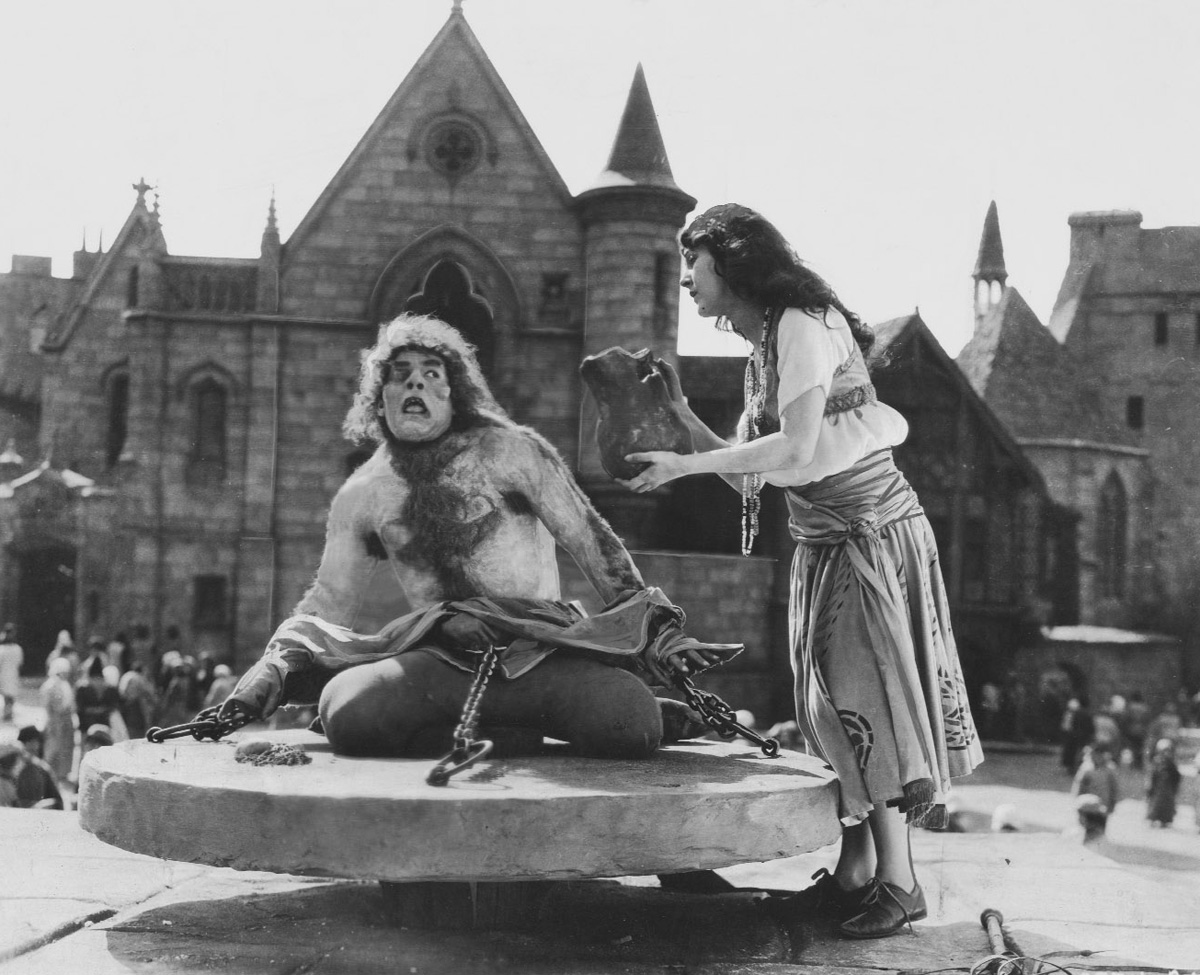
Notre-Dame de Paris (1923) : Lon Chaney et Patsy Ruth Miller